# Ново Милошево
Ново Милошево (мађ. Beodra) је насеље у општини Нови Бечеј, у Средњобанатском округу, у Србији, на путу између Новог Бечеја и Кикинде. Настало је после Другог светског рата уједињењем два села: Карлово (Драгутиново) и Беодра. Према попису из 2022. било је 5022 становника.

## Историја
Ново Милошево је са око 5000 становника, друго по величини насељено место у општини Нови Бечеј. Настало је уједињењем Карлова (Драгутинова) и Беодре после Другог светског рата. Западну границу атара са Бачком, чини река Тиса, док се на банатској страни граничи са територијама следећих насеља: Бочар, Кикинда, Башаид и Нови Бечеј.
Беодра је старије насеље, чији први помен сеже у далеку 1331. годину. Село се помиње под именом Болдија, затим Бека, па Пеадра (Немци су га тако звали), Белдора, Белдра (по некадашњој властелинки) и најзад Беодра. На данашњој локацији устаљује у периоду од 1742. до 1753. године. Насељавају је Срби досељени из Потисја и Поморишја. Приликом продаје државних поседа феудалац, Јерменин Богдан Карачоњи купује Беодру (и Тополу) за 103.000 форинти. Тада почиње интензивније насељавање Mађара, а у току 1794, 1796. и 1805. досељавају се Немци.
За варошицу Беодра је проглашена 1805. и те године гроф Карачоњи оснива „Пољопривредни град“. Током XIX и почетком XX века ниче већина садашњих улица, две цркве, синагога, два велелепна спахијска дворца, бројни економски објекти на спахилуку, три ветрењаче, петнаестак сувача, два млина, жељезничка станица, пошта и телеграф, више школских објеката, две циглане, две банке, велика зграда општине, две библиотеке, те бројне занатске, трговачке и угоститељске радње. Почетком XX века Беодра има нешто преко 4600 становника...
Карлово је млађе насеље од Беодре. Настало је на данашњем месту 1751. године. Прво име села је било Плевна јер је место на коме се налазило личило на зрно жита уоквирено плевом. Место Плевна је настала као последица насељавања милитара, демилитаризованих Срба које је царица Марија Терезија 1751. год. населила прво из околине Аде, а касније и из других крајева. Међу првим породицама које су се доселиле била је и породица Попов заједно са породицама Трбић, Бешлијин, Терзић, Недин, Радовић и Станаћев. Неколико година после насељавања, село мења име у Карлово по Карлу Лотариншком, оцу царице Марије Терезије. Затим ће 1918. године, када су ови крајеви присаједињени матици Србији, село добити име Драгутиново по бригадном генералу српске војске Драгутину Ристићу, иначе официру који је ослободио данашњи Зрењанин.
Коначно после Другог светског рата се ова два села уједињују и добијају име Милошево по партизану Милошу Поповом. У Карлову су рођени многи важни и познати људи, како за српски род тако и за целокупну светску јавност. Неки од њих су: Теодор Павловић, оснивач и Први секретар Матице српске, Драгољуб Бешлин, такође из Драгутинова, познати конструктор авиона. Посебно је значајно што је пројектовао и конструисао први југословенски и српски авион са лежећим положајем пилота, први авион са млазним мотором и први са стреластим крилом. Ранко Жеравица, светски познат кошаркашки тренер и Ђура Јакшић су такође пореклом из Драгутинова, али се Ђура првог дана свог живота са својом породицом преселио у Српску Црњу, где је његов отац као свештеник Српске православне цркве добио службу. Још једна веома важна личност је пореклом из Карлова, то је Душан Попов по образовању правник а по опредељењу родољуб, бонвиван и двоструки шпијун. Радио је за немачку обавештајну службу а у ствари је био агент британског МИ6. По његовом лику је писац и некадашњи агент исте службе, Јан Флеминг, написао лик познатог агента 007.

## Демографија
У насељу Ново Милошево живи 5265 пунолетних становника, а просечна старост становништва износи 39,3 година (37,5 код мушкараца и 41,2 код жена). У насељу има 2287 домаћинстава, а просечан број чланова по домаћинству је 2,96.
Ово насеље је углавном насељено Србима (према попису из 2002. године), а у последња три пописа, примећен је пад у броју становника.
|  |

| Демографија | Демографија | Демографија |
| Година      | Становника  | Становника  |
| ----------- | ----------- | ----------- |
| 1948.       | 9.536       |             |
| 1953.       | 9.356       |             |
| 1961.       | 9.276       |             |
| 1971.       | 8.548       |             |
| 1981.       | 7.805       |             |
| 1991.       | 7.309       | 7.202       |
| 2002.       | 6.763       | 6.895       |
| 2011.       | 6.020       |             |
| 2022.       | 5.022       |             |

| Етнички састав према попису из 2002.‍ | Етнички састав према попису из 2002.‍ | Етнички састав према попису из 2002.‍ | Етнички састав према попису из 2002.‍ | Етнички састав према попису из 2002.‍ |
| ------------------------------------ | ------------------------------------ | ------------------------------------ | ------------------------------------ | ------------------------------------ |
|                                      |                                      |                                      |                                      |                                      |
| Срби                                 | Срби                                 |                                      | 5.146                                | 76,09%                               |
| Мађари                               | Мађари                               |                                      | 986                                  | 14,57%                               |
| Роми                                 | Роми                                 |                                      | 361                                  | 5,33%                                |
| Југословени                          | Југословени                          |                                      | 88                                   | 1,30%                                |
| Хрвати                               | Хрвати                               |                                      | 18                                   | 0,26%                                |
| Македонци                            | Македонци                            |                                      | 14                                   | 0,20%                                |
| Црногорци                            | Црногорци                            |                                      | 9                                    | 0,13%                                |
| Руси                                 | Руси                                 |                                      | 5                                    | 0,07%                                |
| Немци                                | Немци                                |                                      | 4                                    | 0,05%                                |
| Муслимани                            | Муслимани                            |                                      | 4                                    | 0,05%                                |
| Румуни                               | Румуни                               |                                      | 2                                    | 0,02%                                |
| Словенци                             | Словенци                             |                                      | 1                                    | 0,01%                                |
| Словаци                              | Словаци                              |                                      | 1                                    | 0,01%                                |
| Бугари                               | Бугари                               |                                      | 1                                    | 0,01%                                |
| непознато                            | непознато                            |                                      | 15                                   | 0,22%                                |

| \| \| м \| \| \| ж \| \| ? \| 8 \| \| \| 14 \| \| 80+ \| 58 \| \| \| 112 \| \| 75—79 \| 66 \| \| \| 132 \| \| 70—74 \| 146 \| \| \| 202 \| \| 65—69 \| 156 \| \| \| 246 \| \| 60—64 \| 191 \| \| \| 217 \| \| 55—59 \| 128 \| \| \| 166 \| \| 50—54 \| 231 \| \| \| 184 \| \| 45—49 \| 287 \| \| \| 239 \| \| 40—44 \| 301 \| \| \| 231 \| \| 35—39 \| 256 \| \| \| 246 \| \| 30—34 \| 200 \| \| \| 203 \| \| 25—29 \| 219 \| \| \| 194 \| \| 20—24 \| 243 \| \| \| 189 \| \| 15—19 \| 278 \| \| \| 250 \| \| 10—14 \| 256 \| \| \| 202 \| \| 5—9 \| 207 \| \| \| 210 \| \| 0—4 \| 149 \| \| \| 146 \| \| Просек : \| 37,5 \| \| \| 41,2 \| |      |  |  |      |
| |      |  |  |      |
| | м    |  |  | ж    |
| ? | 8    |  |  | 14   |
| 80+ | 58   |  |  | 112  |
| 75—79 | 66   |  |  | 132  |
| 70—74 | 146  |  |  | 202  |
| 65—69 | 156  |  |  | 246  |
| 60—64 | 191  |  |  | 217  |
| 55—59 | 128  |  |  | 166  |
| 50—54 | 231  |  |  | 184  |
| 45—49 | 287  |  |  | 239  |
| 40—44 | 301  |  |  | 231  |
| 35—39 | 256  |  |  | 246  |
| 30—34 | 200  |  |  | 203  |
| 25—29 | 219  |  |  | 194  |
| 20—24 | 243  |  |  | 189  |
| 15—19 | 278  |  |  | 250  |
| 10—14 | 256  |  |  | 202  |
| 5—9 | 207  |  |  | 210  |
| 0—4 | 149  |  |  | 146  |
| Просек : | 37,5 |  |  | 41,2 |

| Година пописа     | 1948. | 1953. | 1961. | 1971. | 1981. | 1991. | 2002. |
| ----------------- | ----- | ----- | ----- | ----- | ----- | ----- | ----- |
| Број домаћинстава | 2.407 | 2.552 | 2.738 | 2.590 | 2.597 | 2.473 | 2.287 |

| Број чланова      | 1   | 2   | 3   | 4   | 5   | 6   | 7  | 8 | 9 | 10 и више | Просек |
| ----------------- | --- | --- | --- | --- | --- | --- | -- | - | - | --------- | ------ |
| Број домаћинстава | 492 | 574 | 372 | 486 | 209 | 101 | 31 | 9 | 9 | 4         | 2,96   |

| Пол    | Укупно | Неожењен/Неудата | Ожењен/Удата | Удовац/Удовица | Разведен/Разведена | Непознато |
| ------ | ------ | ---------------- | ------------ | -------------- | ------------------ | --------- |
| Мушки  | 2.768  | 876              | 1.662        | 130            | 89                 | 11        |
| Женски | 2.825  | 468              | 1.670        | 589            | 90                 | 8         |
| УКУПНО | 5.593  | 1.344            | 3.332        | 719            | 179                | 19        |

| Пол    | Укупно                    | Пољопривреда, лов и шумарство | Рибарство                            | Вађење руде и камена | Прерађивачка индустрија       |
| ------ | ------------------------- | ----------------------------- | ------------------------------------ | -------------------- | ----------------------------- |
| Мушки  | 1.587                     | 696                           | 1                                    | 8                    | 421                           |
| Женски | 843                       | 309                           | 0                                    | 0                    | 281                           |
| Укупно | 2.430                     | 1.005                         | 1                                    | 8                    | 702                           |
|        |                           |                               |                                      |                      |                               |
| Пол    | Производња и снабдевање   | Грађевинарство                | Трговина                             | Хотели и ресторани   | Саобраћај, складиштење и везе |
| Мушки  | 17                        | 77                            | 130                                  | 21                   | 106                           |
| Женски | 5                         | 2                             | 73                                   | 8                    | 10                            |
| Укупно | 22                        | 79                            | 203                                  | 29                   | 116                           |
|        |                           |                               |                                      |                      |                               |
| Пол    | Финансијско посредовање   | Некретнине                    | Државна управа и одбрана             | Образовање           | Здравствени и социјални рад   |
| Мушки  | 3                         | 4                             | 32                                   | 11                   | 20                            |
| Женски | 7                         | 5                             | 14                                   | 44                   | 78                            |
| Укупно | 10                        | 9                             | 46                                   | 55                   | 98                            |
|        |                           |                               |                                      |                      |                               |
| Пол    | Остале услужне активности | Приватна домаћинства          | Екстериторијалне организације и тела | Непознато            | Непознато                     |
| Мушки  | 19                        | 0                             | 0                                    | 21                   | 21                            |
| Женски | 2                         | 2                             | 0                                    | 3                    | 3                             |
| Укупно | 21                        | 2                             | 0                                    | 24                   | 24                            |

## Познати Милошевчани
- Теодор Павловић
- Ђорђе Јоановић
- Ранко Жеравица
- Ивица Кољанин
- Драгољуб Бешлин
- Радован Влаховић
- Војо Брстина
- Средоје Станаћев

## Галерија
- Улаз у село
- Главна улица
- Споменик добровољцима 1914-1918.
- Споменик палим борцима 1941-1945.
- Основна школа „Др Ђорђе Јоановић“
- Спомен кућа Душка Попова
- Каруце
- Православна црква Св. Архангела
- Православна црква Св. Стефана
- Католичка црква Марије Магдалене
- Омладински дом
- Центар села
- Иконостас у Православној Цркви (Драгутиново)
- Слика недакашњег дворца коју је срушен 1930-их
- Иконостас у Православној цркви (Беодра)
- Статуа ''Лав чувар грба породице Карачоњи'' у дворишту музеја
- Музеј Жеравица